# كير بيرسون
كير بيرسون (بالإنجليزية: Keir Pearson)‏ هو منتج أفلام وكاتب سيناريو أمريكي، ولد في 15 ديسمبر 1966 في سان فرانسيسكو في الولايات المتحدة.

## وصلات خارجية
- كير بيرسون على موقع الاتحاد الدولي للتجديف (الإنجليزية)
- كير بيرسون على موقع أوليمبيديا (الإنجليزية)
- كير بيرسون على موقع IMDb (الإنجليزية)
- كير بيرسون على موقع ألو سيني (الفرنسية)
- كير بيرسون على موقع أول موفي (الإنجليزية)
- كير بيرسون على موقع قاعدة بيانات الأفلام السويدية (السويدية)
- كير بيرسون على موقع قاعدة بيانات الفيلم (الإنجليزية)
- كير بيرسون على موقع كينوبويسك (الروسية)